# Oudejaarsavond
Oudejaarsavond (ook wel: Silvester of silvesteravond, vernoemd naar de heilige paus Silvester) wordt jaarlijks gevierd op de laatste dag van het jaar, 31 december. Het vormt samen met de daarop volgende nieuwjaarsdag oud en nieuw (in Vlaanderen 'Nieuwjaar'). Het is de vooravond van de eerste dag van het nieuwe jaar op de gregoriaanse kalender.

## Gebruiken wereldwijd

### Nederland

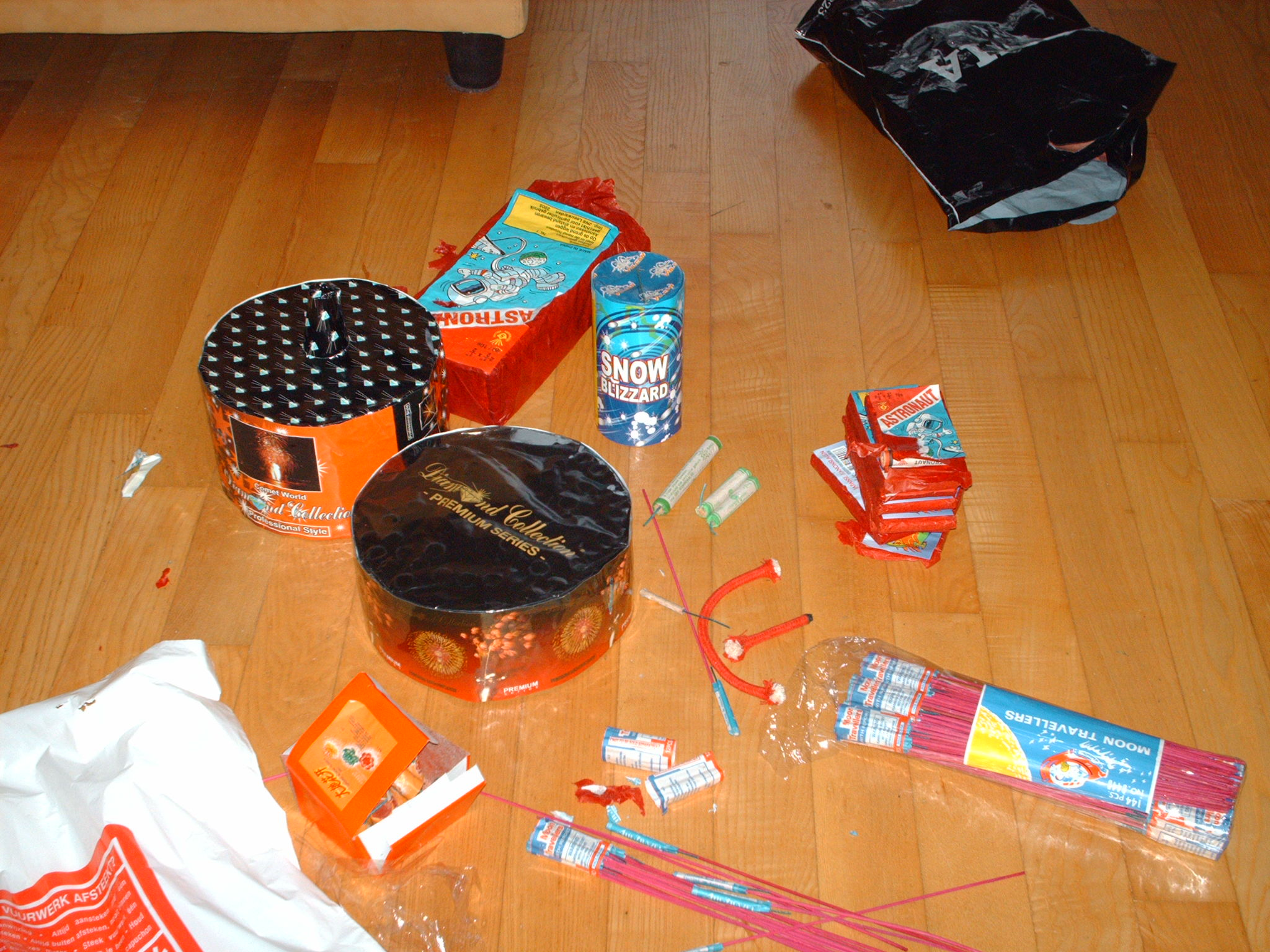
Uitgestald consumentenvuurwerk ligt klaar om later buiten afgestoken te worden.

In Nederland is het traditie om oudejaarsavond met familie en vrienden te vieren. Vaak gebeurt dit in huiselijke kring, waarbij na de avondmaaltijd eventueel oliebollen en/of appelbeignets en (hartige) hapjes worden gegeten en tevens drank wordt geserveerd.
Op oudejaarsavond worden daarnaast verschillende culturele, sportieve en religieuze activiteiten georganiseerd. In sommige protestantse kerken wordt er aan het begin van de avond een kerkdienst gehouden, waarin ook de overledenen van het afgelopen jaar herdacht worden. In gereformeerde families wordt voor middernacht psalm 90 gelezen, al is deze traditie aan het verdwijnen. Ook zijn er oudjaarsavondconcerten.
In Nederland bestaat de oudejaarsconference, ingezet door de cabaretier Wim Kan, die eerst op de radio en later op de televisie werd uitgezonden.
Om klokslag twaalf uur wenst men elkaar een gezond en goed nieuwjaar, al dan niet onder het genot van alcoholische dranken zoals champagne. Daarna gaat men vaak naar buiten om buren geluk toe te wensen en vuurwerk af te steken en/of te bekijken.
Door de eeuwen heen wordt er op oudejaarsavond lawaai gemaakt, en worden er vuren en rondgangen ('nieuwjaarslopen') georganiseerd. De nieuwjaarslopen waarbij gebedeld werd, is als traditie verdwenen.
In onder meer de Kempen, de Achterhoek en delen van Zeeland gaan de kinderen op pad om te nieuwjaarszingen. Op oudjaarsdag gaan kinderen rommelpotten/koenckelpotten. Hierbij trekken ze, met hun rommelpot: een conservenblik met varkensblaas, van deur tot deur om geld of iets lekkers te verdienen. Ze zingen hierbij een lied en halen een stokje op- en neer in hun rommelpot/koenckelpot.
Enkele liedjes zijn opgetekend, w.o. Op oudejaarsavond (ca. 1935; Amsterdam) en 't Was op een oudejaarsavond/ (Het luie wief; 19e eeuw? Drenthe).
Na middernacht, wanneer het nieuwe jaar is begonnen, wordt vuurwerk afgestoken. Ondertussen zullen ook veel kerken hun klokken laten luiden – en blazen de schepen in de havens hun scheepshoorns – om het nieuwe jaar te verwelkomen.
De Han-Chinezen, die hun eigen oud- en nieuwviering hebben, geloofden dat ze met vuurwerk de geesten zouden wegjagen. Een alternatief voor vuurwerk is carbid; het carbidschieten met behulp van oude melkbussen is vooral in het noorden en oosten van Nederland in gebruik. Dit gebeurt meestal overdag.

### België
In België wordt oudejaarsavond meestal gevierd met familie of vrienden, en er wordt een uitgebreid maal geserveerd, dat eindigt met koffie in de kleine uurtjes. Rond middernacht wordt meestal luidop meegeteld en om middernacht staat iedereen rechtop om elkaar drie kussen te geven en een gelukkig nieuwjaar te wensen. Vaak worden dan ook de goede voornemens uitgesproken. Meestal gaat iedereen dan naar buiten om vuurwerk af te steken of te bekijken. In de meeste grotere steden wordt een groot vuurwerk georganiseerd. Oudjaar is minder dan kerst een familiefeest, velen, vooral jongeren gaan uit. Er worden allerlei feesten en events georganiseerd. Ook is het, net als in Nederland, gebruikelijk dat veel kerken het nieuwe jaar verwelkomen door de klokken te laten luiden.
In gezinnen waarin gedoopt wordt, maar ook bij veel anderen, wordt op 1 januari het woord gegeven aan de kinderen, die hun nieuwjaarsbrief voorlezen, waarin ze hun ouders en doopmeter en -peter de beste wensen geven. Nadien krijgen ze hun geschenken.
Ook in België is nieuwjaarszingen (in sommige regio's ook wel Koekenzingen) een fenomeen, dat vooral voorkomt in de Antwerpse Kempen en het Hageland. Kinderen gaan overdag van deur tot deur om liedjes te zingen, waarna ze geld en snoepgoed kunnen ontvangen.
In tegenstelling tot in Nederland rijden er in België wel bussen van De Lijn, zogenaamde feestbussen, teneinde het aantal verkeersslachtoffers door rijden onder invloed te reduceren. 

### Duitsland
In Duitsland en enkele andere landen is de sketch Dinner for One een traditioneel onderdeel van de televisieprogrammering op deze avond. Ook in Duitsland is het Bleigießen (loodgieten) populair, waarbij heet lood in een pot water wordt gegoten en uit de resulterende vormen de toekomst wordt gelezen. Ook vindt Rummelpottlaufen plaats in Noord-Duitsland en Denemarken.

### Suriname
In Suriname wordt owru yari uitgebreid gevierd, verspreid over een langere periode, gezamenlijk aangeduid als Surifesta. Hierin worden de laatste weken van het oude jaar uitgevierd en de eerste dagen van het nieuwe jaar ingeluid. De eerste activiteiten beginnen al voor kerst en wordt voor een deel op straat gevierd waar bars staan opgesteld. Naast een groot aantal muziekevenementen, waaronder het Kawina Festival, zijn er allerlei culturele, spirituele en sportevenementen, waaronder de spirituele reiniging met switi watra en de hardloopwedstrijd Bigi Broki Waka op de eerste zondag van het jaar over de Jules Wijdenboschbrug. Op oudjaarsdag wordt er op verschillende momenten gedurende de dag vuurwerk afgestoken, vaak ook door bedrijven. Onder grote belangstelling worden Pagara Estafettes uitgerold en ontstoken en afgeteld naar het nieuwe jaar.

### Brazilië
In Brazilië vieren veel mensen deze avond op het strand, meestal geheel gekleed in wit om hun goede intenties voor het nieuwe jaar uit te drukken. Velen gooien rozen en andere bloemen in de golven als offer aan de Afro-Braziliaanse zeegodin Iemanjá.

### Andere landen
- In Portugal, Spanje en Argentinië eet men om middernacht op de slagen van de klok twaalf druiven.
- In veel Engelstalige landen is het traditie om rond middernacht Auld Lang Syne te zingen.
- In de Verenigde Staten laat men vlak voor middernacht de Times Square Ball zakken.
- Hongaren kennen de traditie om waar ook ter wereld om klokslag 00:00 het volkslied uit volle borst te zingen.

## Tijdzones
Door het tijdsverschil is het in Azië eerder oudejaarsavond dan in Europa, en in Amerika later. Hieronder volgt een willekeurig keuze van de landen en steden in de betreffende tijdzone en wanneer men viert, in de Midden-Europese Tijd (UTC+1):
- 11.00 uur in Kiribati: Kiritimati en de andere Line-eilanden
- 12.00 uur in Nieuw-Zeeland
- 13.00 uur in Wallis en Futuna, de Fiji-eilanden en Kamtsjatka in Rusland
- 14.00 uur in Oost-Australië (onder andere Sydney, Melbourne, Canberra en Tasmanië)
- 14.30 uur in Australië: Zuid-Australië
- 15.00 uur in Rusland: Vladivostok en Australië: Queensland
- 15.30 uur in Australië: Noordelijk Territorium
- 16.00 uur in Japan, Zuid-Korea en West-Australië
- 17.00 uur in China, Hongkong, Macau, Maleisië, Singapore en Taiwan
- 18.00 uur in West-Indonesië en Thailand
- 19.30 uur in India en Sri Lanka
- 20.00 uur in Rusland: Perm en Jekaterinenburg
- 20.30 uur in Afghanistan
- 21.00 uur in de Verenigde Arabische Emiraten, Mauritius, Oman, Rusland: Samara en Iran
- 22.00 uur in West-Rusland (onder andere Moskou en Sint-Petersburg)
- 23.00 uur in Griekenland, Zuid-Afrika, Egypte, Syrië, Cyprus, Estland, Letland, Litouwen, Oekraïne, Finland en Turkije
- 00.00 uur in België, Nederland, Luxemburg, Duitsland, Frankrijk, Albanië, Italië, Oostenrijk, Zwitserland, Polen, Tsjechië, Denemarken, Zweden, Noorwegen, Slowakije, Hongarije, Slovenië, Spanje en Malta
- 01.00 uur in Groot-Brittannië, Portugal, Ierland, IJsland en Marokko en Spanje (Canarische eilanden)
- 02:00 uur op de Azoren
- 03.00 uur in Argentinië en oostelijk deel Brazilië (onder andere Rio de Janeiro en São Paulo)
- 04.00 uur in Suriname en Chili
- 04.30 uur in Canada: Newfoundland
- 05.00 uur in Canada: Oostkust (New Brunswick, Prince Edward Island, Nova Scotia, Labrador), de Dominicaanse Republiek, Aruba, Curaçao, Sint Maarten en Nederland: BES-eilanden
- 06.00 uur in Canada: Ontario (onder andere Ottawa en Toronto) en Québec (Montréal) en Verenigde Staten: (Oostkust: onder andere New York, Miami, Atlanta, Boston, Detroit, Indianapolis, Philadelphia en Washington D.C.)
- 07.00 uur in Canada: Winnipeg en VS: Chicago, Houston, Minneapolis, New Orleans en Mexico: Mexico-Stad.
- 08.00 uur in Canada: Calgary en Edmonton en VS: Phoenix, Salt Lake City en Denver.
- 09.00 uur in Canada: Victoria en Vancouver en VS: Los Angeles, San Francisco, San Diego, Seattle en Las Vegas.
- 10.00 uur in VS: Alaska
- 11.00 uur in VS: Hawaï
- 12.00 uur in VS: Amerikaans-Samoa en Midway en Nieuw-Zeeland: Niue en Tokelau
- 13.00 uur in VS: Bakereiland en Howlandeiland